# Ruta de Gallegos
Ruta de Gallegos es el nombre que recibe un trayecto de Los Llanos venezolanos en los límites del Estado Apure y que recorre los lugares que Rómulo Gallegos transitó para escribir Doña Bárbara. La ruta cubre 200 kilómetros y es un destino turístico por razón de su exposición directa a la naturaleza, gentilicio y folklore de los Llanos. Se suele comenzar en la capital del estado, San Fernando de Apure y atravesando el municipio Biruaca hasta la población de Puerto Páez en el municipio Pedro Camejo.